# Mór
Mór (niem. Moor) – dwujęzyczne miasto w północno-zachodnich Węgrzech, w komitacie Fejér, w kotlinie między górami Vértes i Lasem Bakońskim, na zachód od Budapesztu. Liczy ponad 14,2 tys. mieszkańców (I 2011).